# Мост Сторсейсуннет

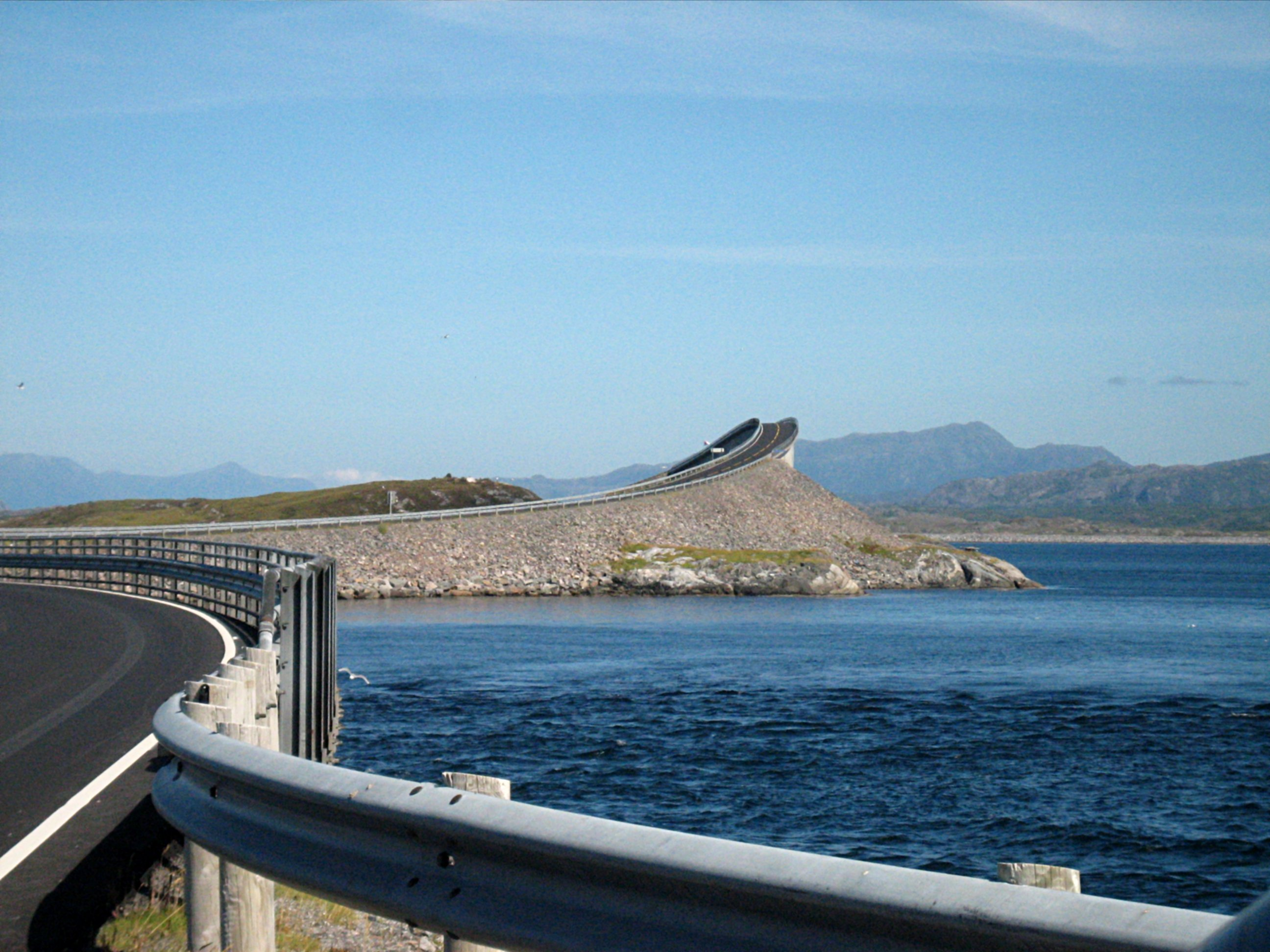

Мост Сторсейсуннет (букмол: Storseisundbrua, транскрипция: Сторсейсуннбруа; нюнорск: Storseisundet bru, транскрипция: Сторсейсуннет бру) — мост, соединяющий материк и остров Аверёй в губернии Мёре-ог-Ромсдал (Норвегия). Мост является самым длинным из 8 мостов «Атлантической дороги». Мост отклоняется в море на 23 метра . Планировалось, что построен он будет горизонтально, но по неизвестным причинам произошли изменения изначального проекта. У некоторых голова начинает кружиться от одного взгляда на это сооружение, может, именно поэтому местные жители называют его еще «пьяный мост». С разных углов на дорогу открывается абсолютно разный вид. Например, в определенном ракурсе кажется, что мост не достроен.
Планирование дороги началось в 1970 году, но только 1 августа 1983 года началось строительство. Строительство было не лёгким, все время дорога подвергалась природным стихиям, так, во время шестилетней стройки дорога пережила 12 мощных ураганов. После открытия 7 июля 1989 года Атлантическая дорога еще целых 10 лет оставалась платной, но, после того как она окупилась, с июня 1999 года она является полностью бесплатной для проезда.